# Linda Nobat
Linda-Caroline Nobat  (* 19. Januar 1995 in Hanau, Hessen) ist ein deutsches Model und Reality-TV-Teilnehmerin.

## Leben
Nobat, mit familiären Wurzeln in Kamerun, wuchs mit zwei älteren Schwestern in Hanau-Kesselstadt auf. Sie besuchte die Heinrich-Heine-Schule und die Brüder-Grimm-Schule in Hanau. Sie absolvierte ihre Fachhochschulreife und später an einer Abendschule die allgemeine Hochschulreife. Ihr Jurastudium an der Justus-Liebig-Universität Gießen unterbrach sie 2021. Das Model wurde 2018 zur Miss MGO Hessen gekürt. 2021 nahm sie an der 11. Staffel von Der Bachelor teil. In der Februar-Ausgabe 2022 des deutschen Playboy war sie auf dem Titelbild und weiteren fünfzehn Seiten. Mit ihrem Instagram-Konto bedient sie rund 54.000 Follower (Stand 2/2022).
Eine hohe Aufmerksamkeit in Presse und sozialen Medien erhielt sie während ihrer Teilnahme 2022 an Staffel 15 von Ich bin ein Star – Holt mich hier raus!, als sie von Janina Youssefian rassistisch beleidigt wurde. Youssefian musste daraufhin die Sendung verlassen. Bereits im Vorfeld der Sendung hatte Nobat auf vergangene Rassismuserfahrungen hingewiesen. Sie wurde von den Zuschauern auf den siebten Platz gewählt.

## Fernsehauftritte
- 2021: Der Bachelor (RTL)
- 2022: Ich bin ein Star – Holt mich hier raus! (RTL)
- 2022: RTL Turmspringen
- 2022: Skate Fever – Stars auf Rollschuhen (RTL ll)
- 2023, 2024, 2025: Ich bin ein Star – Die Stunde danach (RTL)
- 2024: Beauty & The Nerd (ProSieben)
- 2024: Dirty Words (Joyn)
- 2024: TV Total Turmspringen
- 2025: Kampf der Realitystars – Schiffbruch am Traumstrand (RTL ll)

## Belege
1. ↑  Linda Nobat: Hat die Dschungelcamperin einen Freund?, Münchener Abendzeitung vom 26. Januar 2022
2. 1 2  Tari Tamara: Dschungelcamp-Steckbrief (4): Linda Nobat – Bachelor-Babe und Playmate! In: klatsch-tratsch.de. 10. Januar 2022, abgerufen am 30. Januar 2022.
3. ↑  Gießener Studentin in Dschungelcamp und Playboy zu sehen, mittelhessen.de vom 13. Januar 2022
4. ↑  Hanauerin Linda Nobat ist Miss Hessen 2018, op-online.de vom 9. Mai 2018
5. ↑  „Dschungelcamp“: Hessin in Rassismus-Skandal verwickelt – Kandidatin rausgeworfen fnp.de
6. ↑  Samira El Ouassil: Wenn Reality-Fernsehen gerechter ist als die Realität. In: uebermedien.de. 26. Januar 2022, abgerufen am 27. Januar 2022.
7. ↑  Netzreaktionen zum Rassismuseklat im Dschungelcamp: „Absolut gerechtfertigt, dass Janina raus ist“ Redaktionsnetzwerk Deutschland
8. ↑  Warum wir auch über Linda Nobat reden müssen n-tv
9. ↑  „Dschungelcamp“-Teilnehmerin Linda Nobat über Rassismus: „Es hat sich nichts verändert“ Redaktionsnetzwerk Deutschland

| Personendaten    | Personendaten                               |
| ---------------- | ------------------------------------------- |
| NAME             | Nobat, Linda                                |
| ALTERNATIVNAMEN  | Nobat, Linda-Caroline (vollständiger Name)  |
| KURZBESCHREIBUNG | deutsches Model und Reality-TV-Teilnehmerin |
| GEBURTSDATUM     | 19. Januar 1995                             |
| GEBURTSORT       | Hanau, Hessen                               |